# Pietranico
Pietranico est une commune de la province de Pescara, dans la région Abruzzes, en Italie.

## Administration
| Période                                  | Période  | Identité             | Étiquette | Qualité |
| ---------------------------------------- | -------- | -------------------- | --------- | ------- |
| juin 2014                                | En cours | Francesco Del Biondo |           |         |
| Les données manquantes sont à compléter. |          |                      |           |         |

### Hameaux
Valle Baroni.

### Communes limitrophes
Alanno, Brittoli, Castiglione a Casauria, Civitaquana, Corvara, Cugnoli, Pescosansonesco, Torre de' Passeri.